# 五龙山乡
五龙山乡，曾是中华人民共和国山西省长治市壶关县下辖的一个乡镇级行政单位。2021年4月1日，撤销五龙山乡，整建制并入龙泉镇。

## 行政区划
五龙山乡下辖以下地区：
五龙头村、杨家堆村、水池村、石门村、上内村、东归善村、三王头村、西黄野池村、东黄野池村、程庄村、朝阳村、南塔底村、北塔底村、池后村、刘家庄村、南庄村、道安村、向庄村、欢掌底村、大端村、迎乐村、刘寨村、西河南村和西沟村。